# Titularbistum Ausafa
Ausafa ist ein Titularbistum der römisch-katholischen Kirche.
Der Name des Titularbistums geht auf einen untergegangenen Bischofssitz in der römischen Stadt Uzappa (Provinz Byzacena bzw. Africa proconsularis; heute nördliches Tunesien) zurück. Der Bischofssitz war der Kirchenprovinz Karthago zugeordnet.
Ausafa soll eine lokale, auf Berbersprachen zurückzuführende Aussprachevariante des Namens Uzappa sein. Die Ruinen der Stadt finden sich heute nahe der Stadt Maktar im tunesischen Gouvernement Siliana am Fluss Ousafa.
| Titularbischöfe von Ausafa |                             |                                               |                  |                    |
| Nr.                        | Name                        | Amt                                           | von              | bis                |
| 1                          | Maurice-Paul-Jules Rousseau | emeritierter Bischof von Laval (Frankreich)   | 28. Februar 1962 | 29. September 1967 |
| 2                          | Jorge Manuel López          | Weihbischof in Rosario (Argentinien)          | 20. Mai 1968     | 5. April 1972      |
| 3                          | Raúl Eduardo Vela Chiriboga | Weihbischof in Guayaquil (Ecuador)            | 20. April 1972   | 29. April 1975     |
| 4                          | Fulgence Werner Le Roy OSB  | Abt von Pietersburg (Südafrika)               | 10. Juli 1975    | 15. Dezember 1988  |
| 5                          | Warlito Cajandig y Itcuas   | Apostolischer Vikar von Calapan (Philippinen) | 17. April 1989   |                    |